# Matilde Ribeiro
Matilde Ribeiro (Flórida Paulista, 29 de julio de 1960) es una profesora, asistente social, y activista política brasileña. Fue ministra jefe de la Secretaría Especial de Políticas de Promoción de Igualdad Racial en el gobierno de Lula entre 2003 y 2008.

## Biografía
Militante del movimiento negro y el feminismo se formó profesionalmente en trabajo social en la Pontificia Universidad Católica de São Paulo (PUC de São Paulo. Nació en una familia de bajos recursos, los cuales eran afiliados al Partido de los Trabajadores (Brasil) (PT).
Después de asistir a la victoriosa campaña del equipo del PT, en las elecciones presidenciales de 2002, fue elegida por el presidente Luiz Inácio Lula da Silva para integrar el primer gabinete del gobierno en marzo de 2003 ocupando hasta el 1 de febrero de 2008 la Secretaría Especial de Políticas de Promoción de la Igualdad Racial (SEPPIR), que tenía rango de ministerio.
En abril de 2005, participó en Manaus, en la I Conferencia Estatal de Políticas de Promoción de la Igualdad Racial, marcada por los movimientos de protesta mestizos contra sus políticas de no reconocimiento de la identidad cabocla por la SEPPIR.
Actualmente se desempeña como profesora adjunta en la Universidad de Integración Internacional de la Lusofonía Afro-Brasileña

## Declaraciones polémicas
Algunas de sus frases al abordar las cuestiones de los cupos raciales en las Universidades: 

"Acho melhor ter brancos ressentidos, mas negros dentro das universidades do que ter branco feliz e negro fora da universidade (Creo que es mejor tener blancos resentidos, pero con los negros en las universidades; que tener feliz adentro al blanco y al negro fuera de la universidad)".

 En una entrevista a BBC Brasil, la ministra creó polémica al declarar que "no es racismo cuando un negro se rebela contra un blanco", y que "[la] reacción de un negro de no querer vivir con un blanco, o de un blanco que no les gusta, […] es natural". Después de reacciones negativas, la SEPPIR divulgó una nota de esclarecimiento, y esa nota ministerial fue colocada por la propia ministra en el sitio de internet del PT. Diversas entidades e instituciones, inclusive afrodescendentes, se manifestaron contra las declaraciones de la ministra.

## Denuncias
Entre finales de 2007 e inicios de 2008 se produjo el escándalo de las tarjetas corporativas enlazando a la ministra con gastos considerados excesivos en los resúmenes de tarjetas de crédito corporativas distribuidas por el gobierno federal a sus funcionarios para costear gastos de emergencia. La ministra lideró esos gastos, con montos de 14.300 reales mensuales de media, más que su propio estipendio mensual, que es de 10.700 reales.
En 2007, pagó 171.500 reales de viáticos de viajes, entre hoteles, restaurantes y alquileres de vehículos (que representaban la mayor parte de la factura: 121.900 reales, siempre abonados a la misma empresa de alquiler de vehículos); en 2006, sus gastos en tarjetas sumaron 55.500 reales. Sus gastos fueron casi siete veces más elevadas que las del segundo colocado del listado; la asesoría del Ministerio, se justificó diciendo que, en 2006, fue necesario intensificar las relaciones con los nuevos gobiernos estaduales para rediscutir las políticas federales de promoción de la igualdad racial, motivo por los cuales la ministra se había visto obligada a viajar más; sus gastos de viaje se hicieron integralmente con tarjetas de crédito, y utiliza los diferentes medios debido a la falta de estructura en los Estados, tales como oficinas, escritorios, vehículos oficiales, choferes, de tal modo que los gastos como las locaciones se elevaron.  La Secretaría también alegó haber usado los servicios de la misma locadora por tener "desempeño satisfactorio ante la constante atención a autoridades, y ofertando equipos calificados en seguridad y amplitud de los servicios en todo el territorio nacional", afirmando no haber hecho contratos permanentes con esa empresa.
En octubre de 2007, se utilizó las mismas tarjetas para pagar gastos de 461,16 reales en un free-shop. Alertada por el contralor ministerial, reconoció el "error" y afirmó haber devuelto el importe a la Unidad, en enero de 2008.
En febrero de 2008, presentó su dimisión, bajo la presión de los medios de comunicación y amenazada con el despido del cargo por el Planalto por irregularidades en los gastos.
El 31 de julio de 2008, el "Ministerio Público Federal" (MPF) entregó una denuncia por corrupción a la Justicia Federal, y posteriormente fue publicada por la Procuradoría de la República del Distrito Federal el 7 de agosto. La demanda busca la devolución a los fondos públicos de alrededor de 160.000 reales. Si fuese condenada, podría perder sus derechos políticos por hasta ocho años.